# Jadzhiko
Jadzhiko (en ruso: Хаджи́ко, en adigué: Хьаджыкъу) es un aul shapsug del distrito de Lázarevskoye de la unidad municipal de la ciudad de Sochi del krai de Krasnodar, en el sur de Rusia. Está situado a orillas del río Ashé, una decena de kilómetros tierra adentro desde la costa nordeste del mar Negro, 56 km al noroeste de Sochi y 118 km al sureste de Krasnodar, la capital del krai. Tenía 518 habitantes en 2010.
Pertenece al ókrug rural Lygotjski.

## Historia
Su nombre deriva del Hajj, la peregrinación a La Meca, y designaría el hogar de alguien que ha realizado este rito musulmán. Tras la guerra del Cáucaso (1817-1864), la historia del asentamiento va ligada a la de Kalezh (seló Krasnoaleksándrovskoye, fundado en 1869). No antes de 1925 es distinguido como jútor Pervi Krasnoaleksándrovskoye. Entre el 26 de diciembre de 1962 y el 12 de enero de 1965 formó parte del raión de Tuapsé. El 1 de marzo de 1993 fue rebautizado como aul Jadzhiko por ukaz del Soviet Supremo de Rusia.

## Lugares de interés
Alrededor de la localidad se hallan los numerosos dólmenes del valle del río Ashé. En el valle del río y sus afluentes se forman varias cascadas. En las proximidades se halla la Skala Starikov, con significación especial para los habitantes shapsug.

## Transporte
Río abajo, en la desembocadura en la costa del mar Negro en el mikroraión Ashé, se halla una plataforma ferroviaria de la línea Tuapsé-Sujumi de la red del ferrocarril del Cáucaso Norte y la carretera federal M27 Dzhubga-frontera abjasa.
El autobús nº159 conecta la localidad con Lázarevskoye.